# Santa Cruz de Nogueras
Santa Cruz de Nogueras és un municipi d'Aragó, situat a la província de Terol i enquadrat a la comarca de Jiloca.